# Bolifamba
Bolifamba également connu sous le nom de Mile 16 ou Bolifamba Mile 16,,, est une localité du Cameroun située dans le département du Fako et la Région du Sud-Ouest. Elle fait partie de la commune de Buéa,,,.
L'emplacement de Mile 16 fait référence à la route nationale 8, dont les 27 premiers kilomètres ont été goudronnés en 1952. L'Université de Buéa est également à proximité,.

## Histoire
À l'origine un village indépendant, la zone a connu un étalement urbain dans les années 2000, tout en favorisant l'agriculture périurbaine. 
Bolifamba Mile 16 est une chefferie de la commune de Buea,. 
Lors de la crise anglophone, les violences ont entraîné des destructions à Bolifamba, et affectent la population locale.

## Population
En 2003, la population était d'environ 7 000 habitants et en 2019, elle était d'environ 8 000 habitants.